# John C. Whitehead

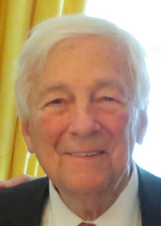
John C. Whitehead

John Cunningham Whitehead (* 2. April 1922 in Evanston, Illinois; † 7. Februar 2015 in New York City, New York) war ein US-amerikanischer Unternehmer und Wirtschaftsmanager, der in der Regierung von US-Präsident Ronald Reagan zwischen 1985 und 1989 stellvertretender Außenminister der Vereinigten Staaten war.

## Leben
Nach dem Besuch der High School von Montclair (New Jersey) studierte Whitehead, der sich bei den Boy Scouts of America engagierte und 1937 als Eagle Scout mit dem Distinguished Eagle Scout Award ausgezeichnet wurde, Wirtschaftswissenschaften am Haverford College und schloss dieses Studium 1943 mit einem Bachelor of Arts (B.A. Economics) ab. Nachdem er im Anschluss seinen Militärdienst während des Zweiten Weltkriegs in der US Navy geleistet hatte, absolvierte er ein postgraduales Studium im Fach Betriebswirtschaftslehre an der Harvard Business School und erwarb dort 1947 einen Master of Business Administration (M.B.A.).
Nach Beendigung des Studiums begann er 1947 seine berufliche Laufbahn in der Privatwirtschaft beim Investment- und Wertpapierhandelsunternehmen Goldman Sachs, bei dem er 1956 zunächst Partner und 1976 Senior Partner wurde. Daneben war er zuletzt zusammen mit John L. Weinberg von 1976 bis 1984 Co-Vorstandsvorsitzender von Goldman Sachs. Daneben war er zeitweise auch Mitglied des Board of Directors der New York Stock Exchange sowie Vorsitzender dieses Gremiums bei der Federal Reserve Bank of New York von 1995 bis 1999.
1985 wurde er stellvertretender Außenminister (US Deputy Secretary of State) und übte dieses Amt bis zum Ende der Amtszeit von Ronald Reagan 1989 aus. Während dieser Zeit wurde ihm 1987 der Freedom Award des International Rescue Committee verliehen.
Zuletzt war er von 2001 bis 2006 Vorsitzender der Lower Manhattan Development Corporation.
Whitehead engagierte sich daneben in zahlreichen gesellschaftlichen, politischen, sozialen und wirtschaftlichen Organisationen und war unter anderem Mitglied des Beratungsgremiums der Alexis-de-Tocqueville-Institution und der George C. Marshall-Stiftung, Trustee der National Gallery of Art, Vorsitzender der Andrew W. Mellon-Stiftung, der Brookings Institution, des International Rescue Committee und von The Nature Conservancy sowie Mitglied des Aufsichtsrates der Harvard University.
Weiterhin war er in der American Academy of Arts and Sciences (Wahljahr 1988), der American Philosophical Society (Wahljahr 1997), der Bilderberg-Konferenz sowie im Council for National Policy tätig.
Ihm zu Ehren wurde die John C. Whitehead School of Diplomacy and International Relations der Seton Hall University benannt.
Whitehead starb am 7. Februar 2015 in seinem Zuhause in New York im Alter von 92 Jahren an den Folgen einer Krebserkrankung.